# Veronica nakaiana
Veronica nakaiana är en grobladsväxtart som beskrevs av Jisaburo Ohwi. Veronica nakaiana ingår i släktet veronikor, och familjen grobladsväxter. Inga underarter finns listade i Catalogue of Life.